# 第75回日劇學院賞
←第74回 - 第75回 - 第76回→
第75回日劇學院賞，針對2012年10月到12月在日本播出的連續劇做出投票與評比。

## 最優秀作品賞
1. PRICELESS～有才怪，這樣的東西～
2. Doctor-X～外科醫·大門未知子～
3. 惡夢小姐

- 讀者票：1. PRICELESS；2. Doctor-X；3. 破案怪獸
- 記者票：1. 惡夢小姐；2. PRICELESS；3. Going My Home
- 評審票：1. Doctor-X；2. PRICELESS；3. 高中入學考

## 主演男優賞
1. 木村拓哉（PRICELESS～有才怪，這樣的東西～）
2. 堺雅人（大奧 ～誕生【有功·家光篇】）
3. 生田斗真（遲開的向日葵～我的人生，重生記～）

- 讀者票：1. 木村拓哉（PRICELESS）；2. 堺雅人（大奧）；3. 生田斗真（遲開的向日葵）
- 記者票：1. 木村拓哉（PRICELESS）；2. 堺雅人（大奧）；3. 阿部寬（Going My Home）
- 評審票：1. 木村拓哉（PRICELESS）；2. 生田斗真（遲開的向日葵）；3. 松山研一（平清盛）

## 主演女優賞
1. 米倉涼子（Doctor-X～外科醫·大門未知子～）
2. 北川景子（惡夢小姐）
3. 長澤雅美（高中入學考）

- 讀者票：1. 米倉涼子（Doctor-X）；2. 北川景子（惡夢小姐）；3. 菅野美穗（不結婚）
- 記者票：1. 北川景子（惡夢小姐）；2. 米倉涼子（Doctor-X）；3. 菅野美穗（不結婚）
- 評審票：1. 米倉涼子（Doctor-X）；2. 深田恭子（TOKYO機場～東京機場管制保安部～）；3. 長澤雅美（高中入學考）

## 助演男優賞
1. 中井貴一（PRICELESS～有才怪，這樣的東西～）
2. 桐谷健太（遲開的向日葵）
3. 三上博史（平清盛）

- 讀者票：1. 山下智久（破案怪獸）；2. 中井貴一（PRICELESS）；3. 玉木宏（不結婚）
- 記者票：1. 中井貴一（PRICELESS）；2. 桐谷健太（遲開的向日葵）；3. GACKT（惡夢小姐）
- 評審票：1. 中井貴一（PRICELESS）；2. 桐谷健太（遲開的向日葵）；3. 三上博史（平清盛）

## 助演女優賞
1. 多部未華子（大奧 ～誕生【有功·家光篇】）
2. 真木陽子（遲開的向日葵）
3. 香里奈（PRICELESS～有才怪，這樣的東西～）

- 讀者票：1. 香里奈（PRICELESS）；2. 多部未華子（大奧）；3. 真木陽子（遲開的向日葵）
- 記者票：1. 真木陽子（遲開的向日葵）；2. 木村真那月（惡夢小姐）；3. 多部未華子（大奧）
- 評審票：1. 多部未華子（大奧）；2. 香里奈（PRICELESS）；3. 真木陽子（遲開的向日葵）

## 主題曲賞
1. 桃色幸運草Z《再會吧、那些愛憐的悲傷啊》（惡夢小姐）
2. Mr.Children《常套句》（遲開的向日葵）
3. 槙原敬之《四つ葉のクローバー》（Going My Home）

## 腳本賞
1. 大森壽美男（惡夢小姐）
2. 湊佳苗（高中入學考）
3. 是枝裕和（Going My Home）

## 監督賞
1. 是枝裕和（Going My Home）
2. 佐久間紀佳、猪股隆一、菅原伸太郎（惡夢小姐）
3. 鈴木雅之、平野眞、金井紘（PRICELESS～有才怪，這樣的東西～）

## 特別賞
- 遲開的向日葵 片頭畫面